# Eleanor av England (1269-1298)
Eleanor av England, född 1269, död 1298, var en engelsk prinsessa, dotter till kung Edvard I av England och Eleonora av Kastilien.
Hon var länge trolovad med Alfons III av Aragonien, men äktenskapet hann aldrig äga rum förrän Alfons III avled 1282. Hon gifte sig 1293 med Henry III av Bar. Liksom hennes trolovning var även detta äktenskap arrangerat som en allians mot Frankrike. Paret fick tre barn. 